# اوکنفلس
اوکنفلس (به آلمانی: Ockenfels) یک شهر در آلمان است که در نویوید واقع شده‌است. اوکنفلس ۱٬۱۱۹ نفر جمعیت دارد.